# معركة مدينة صدام
وقعت معركة مدينة صدام في مارس 1991 كجزء من الانتفاضات الأوسع المناهضة لصدام في جميع أنحاء العراق، على الرغم من أن الانتفاضة في منطقة مدينة صدام في بغداد كانت محدودة النطاق أكثر بكثير من ذلك النوع من الانتفاضات التي شهدها جنوب العراق. وردا على الاضطرابات التي شهدتها مدينة صدام، قاد قصي حسين، ابن صدام حسين، حصارا للمنطقة، مع قمع المعارضة. ظلت بغداد ككل هادئة، حيث لا تعمل المدينة بوصفها مركزا للانتفاضات، ولكن بوصفها مركزا للهجوم الحكومي المضاد.

## الاضطرابات التي وقعت في مدينة صدام
بينما شهدت الانتفاضات فقدان الحكومة العراقية لسيطرتها على 14 محافظة من محافظات العراق الثماني عشرة في مارس 1991، ظلت بغداد ساكنة إلى حد كبير. ويرجع ذلك جزئيا إلى أن حزب الدعوة و‌الحزب الشيوعي و‌حزب البعث المنشق الموالي لسوريا فشلوا جميعا في بناء هياكل سرية في العاصمة. وبدلا من ذلك، اقتصرت الاضطرابات داخل بغداد على الأحياء الفقيرة الشاسعة المأهولة بالشيعة في ضواحي مدينة صدام، التي بلغ عدد سكانها مليون نسمة بحلول عام 1991، والتي كانت معقلا لرجل الدين الشيعي محمد محمد صادق الصدر.
وشهدت بغداد أيضا مزيدا من القلاقل المحدودة نظرا لأن سيطرة الحكومة الصارمة على وسائط الإعلام والاتصالات حالت دون ظهور الهزيمة العراقية الكاملة في حرب الخليج لسكان بغداد، الذين لم يشهدوا، خلافا لسكان جنوب العراق، كشف الهزيمة العراقية على أعتاب منازلهم. في حين أن العديد من أجزاء البلاد التي شهدت أيضا درجة من فراغ السلطة، حافظت الحكومة العراقية على وجود أمني كبير داخل بغداد.
ردا على الانتفاضة، قاد قصي حسين حصار حكومي للمنطقة. ونُقل نحو 7،000 جندي إلى بغداد في 4 مارس لتعزيز دفاعات المدينة، وستعلن الحكومة العراقية حالة الطوارئ في بغداد في 21 مارس.

## فيما بعد
وفي أعقاب الانتفاضة، وضع صدام كتيبة خاصة من النخبة من الحرس الجمهوري (الكتيبة العاشرة) في ثكنة الرشيد بالقرب من مدينة صدام. وأنيطت بالكتيبة مهمة عزل المنطقة وقصفها عشوائيا في حالة حدوث ثورات في المستقبل، بطريقة مماثلة لأعمال الحرس الجمهوري في النجف وكربلاء.

## وصلات خارجية
- The 1991 Uprising in Iraq And Its Aftermath
- Uprising Anniversary